# Gryżyński Park Krajobrazowy

Gryżyński Park Krajobrazowy – na tle podziału administracyjnego

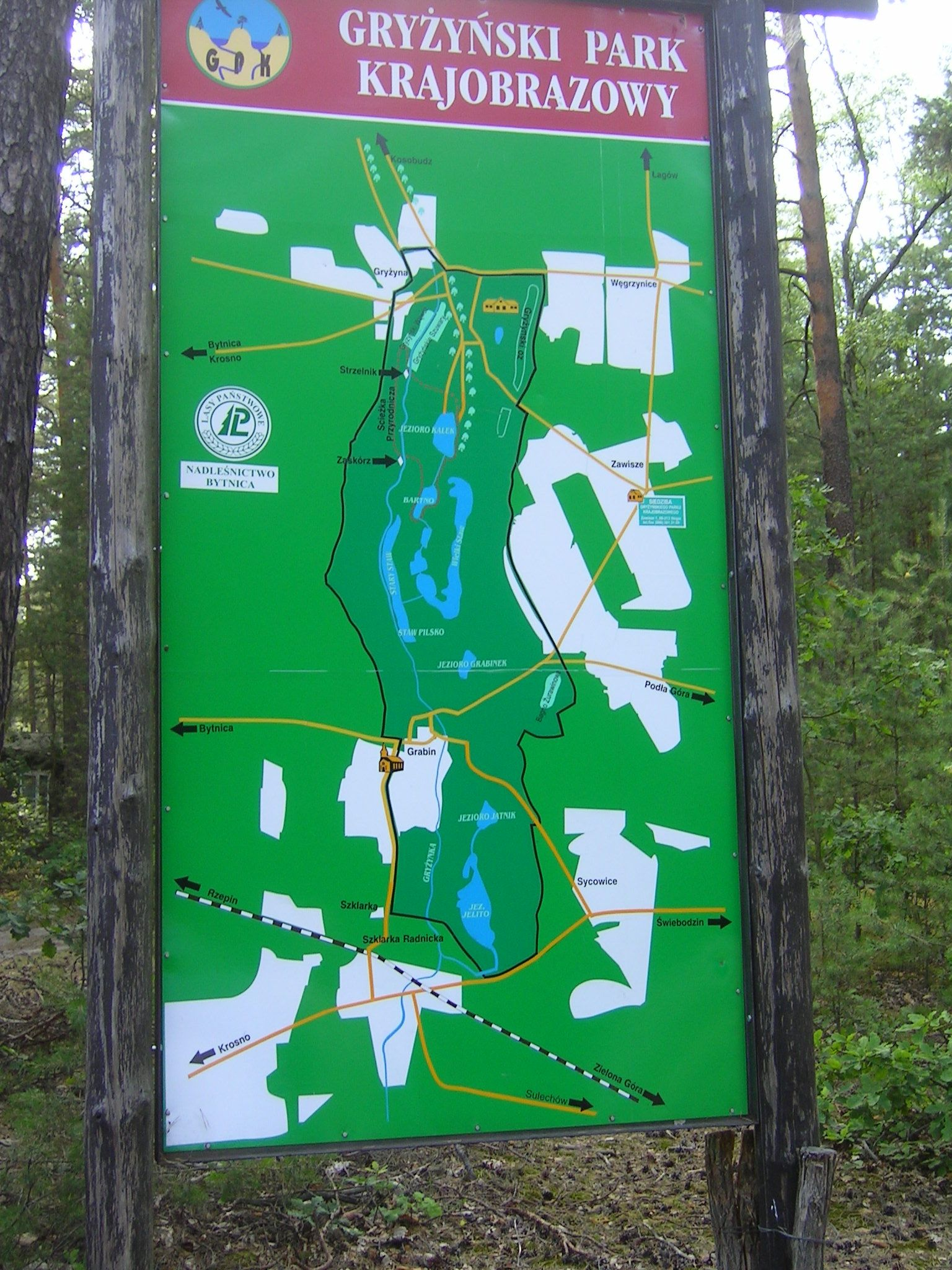
Gryżyński Park Krajobrazowy – mapa parku

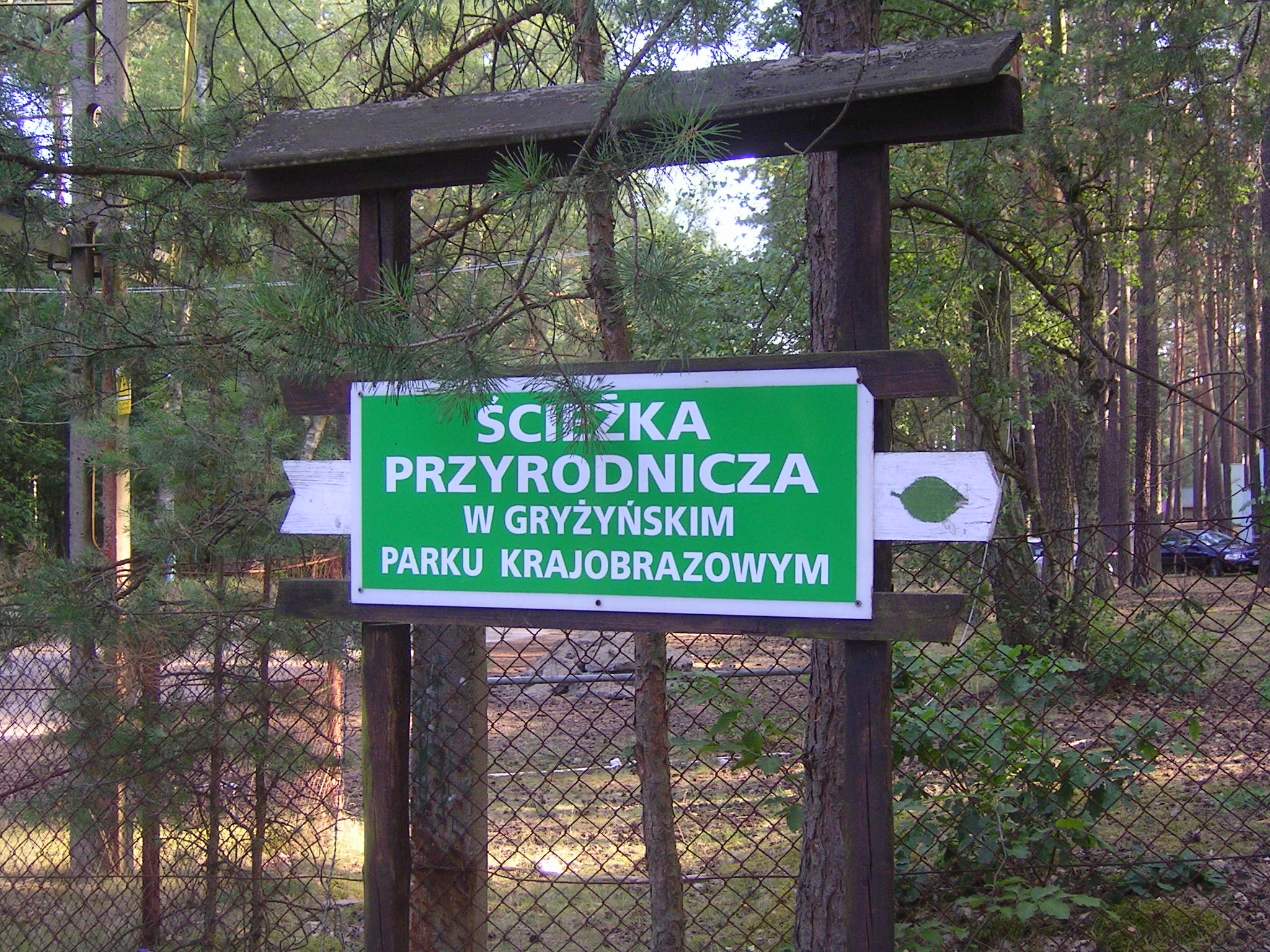
Gryżyński Park Krajobrazowy – ścieżka przyrodnicza

Gryżyński Park Krajobrazowy – jeden z najmniejszych parków krajobrazowych w Polsce (powierzchnia 3064,8 ha), położony w województwie lubuskim na terenie czterech gmin: Bytnica, Krosno Odrzańskie, Skąpe, Czerwieńsk.
Park został ustanowiony rozporządzeniem Wojewody Zielonogórskiego Nr 4 z dnia 15 kwietnia 1996 r. w sprawie utworzenia Gryżyńskiego Parku Krajobrazowego (Dz. Urz. woj. zielonogórskiego Nr 6 z 30 kwietnia 1996 r., poz. 61).

## Położenie
Park położony jest na terenie:
- powiatu świebodzińskiego
  - gm. Skąpe
- powiatu zielonogórskiego
  - gm. Czerwieńsk
- powiatu krośnieńskiego
  - gm. Bytnica
  - gm. Krosno Odrzańskie

### Powierzchnia według jednostek administracyjnych
- powierzchnia parku ogółem 	– 3064,80 ha
  - gm. Bytnica		– 2087,10 ha
  - gm. Krosno Odrzańskie	– 323,90 ha
  - gm. Czerwieńsk		– 507,80 ha
  - gm. Skąpe			– 146,00 ha

- powierzchnia otuliny ogółem	– 7911,20 ha (100,00%)
  - gm. Bytnica		– 2009,80 ha (25,40%)
  - gm. Krosno Odrzańskie	– 188,00 ha (2,38%)
  - gm. Czerwieńsk		– 3617,80 ha (45,73%)
  - gm. Skąpe			– 2095,6 ha (26,49%)

Na podstawie Uchwały Nr XLIII/646/18 Sejmiku Województwa Lubuskiego z dnia 26 marca 2018 r. w sprawie Gryżyńskiego Parku Krajobrazowego

## Opis obiektu poddanego pod ochronę
Gryżyński Park Krajobrazowy ma na celu ochronę i zachowanie walorów krajobrazowych i przyrodniczych rynny polodowcowej oraz znajdujących się w niej stawów, jezior i doliny Gryżyńskiego Potoku (Gryżynki). 86,6% powierzchni Parku zajmują lasy. Atrakcyjność tego obszaru wynika przede wszystkim z niezwykłości krajobrazu. Zróżnicowana rzeźba terenu, duże nachylenie zboczy rynny, liczne jeziora polodowcowe, stawy, 94 źródła zboczowe, 17 torfowisk i pstrągowy potok Gryżynka. Teren pokrywa bardzo zróżnicowana szata roślinna oraz występuje tu wiele interesujących gatunków zwierząt.
Park chroni krajobraz polodowcowy rynny potoku Gryżynki o długości około 15 km, wały ozowe i obszary wytopiskowe. Najciekawsza część parku znajduje się pomiędzy wsiami Gryżyna i Grabin. Powierzchnia parku jest w większości lesista. Liczne strome wąwozy, jeziora polodowcowe (11, w tym największe jezioro Jelito), stawy hodowlane (12), źródła, ruiny starych młynów. Osadnictwo ludzkie bardzo rzadkie. Występuje tu około 150 gatunków ptaków oraz 10 stanowisk bobrów. Jedną z największych atrakcji parku jest jezioro Kałek.